# Community Shield 2017
Navigation
2016 2018
Le Community Shield 2017 est la 95e édition de la Supercoupe d'Angleterre de football, épreuve qui oppose le champion d'Angleterre au vainqueur de la Coupe d'Angleterre. La rencontre oppose Chelsea, vainqueur du Championnat d'Angleterre 2016-2017, à Arsenal, vainqueur de la Coupe d'Angleterre 2016-2017.
Le trophée est remporté par Arsenal après une séance de tirs au but (4-1), les deux équipes n'ayant pas pu se départager à l'issue du temps réglementaire (1-1).

## Feuille de match
| Community Shield 2017                                        | Arsenal                                       | 1 - 1 tab       | Chelsea                    | Wembley Stadium, Londres                      |                                               |
| Dimanche 6 août 2017 · 14:00 BST · Historique des rencontres | Kolašinac 82e                                 | (0 - 0)         | 46e Moses                  | Spectateurs : 83 325 Arbitrage : Bobby Madley | Spectateurs : 83 325 Arbitrage : Bobby Madley |
| Dimanche 6 août 2017 · 14:00 BST · Historique des rencontres | Walcott · Nacho · Oxlade-Chamberlain · Giroud | Tirs au but 4–1 | Cahill · Courtois · Morata | Spectateurs : 83 325 Arbitrage : Bobby Madley | Spectateurs : 83 325 Arbitrage : Bobby Madley |

| Arsenal | Chelsea |

| G             | 33 | Petr Čech               |     |     |
| D             | 16 | Rob Holding             |     |     |
| D             | 4  | Per Mertesacker (c)     |     | 32e |
| D             | 18 | Nacho Monreal           |     |     |
| M             | 24 | Héctor Bellerín         | 15e |     |
| M             | 35 | Mohamed Elneny          |     |     |
| M             | 29 | Granit Xhaka            |     |     |
| M             | 15 | Alex Oxlade-Chamberlain |     |     |
| A             | 17 | Alex Iwobi              |     | 67e |
| A             | 23 | Danny Welbeck           |     | 87e |
| A             | 9  | Alexandre Lacazette     |     | 66e |
| Remplaçants : |    |                         |     |     |
| G             | 13 | David Ospina            |     |     |
| D             | 31 | Sead Kolašinac          |     | 32e |
| M             | 61 | Reiss Nelson            |     | 87e |
| M             | 69 | Joe Willock             |     |     |
| A             | 30 | Ainsley Maitland-Niles  |     |     |
| A             | 12 | Olivier Giroud          |     | 66e |
| A             | 14 | Theo Walcott            |     | 67e |
| Entraîneur :  |    |                         |     |     |
| Arsène Wenger |    |                         |     |     |

| G             | 13 | Thibaut Courtois    |     |     |
| D             | 28 | César Azpilicueta   | 13e |     |
| D             | 30 | David Luiz          |     |     |
| D             | 24 | Gary Cahill (c)     |     |     |
| M             | 15 | Victor Moses        |     |     |
| M             | 4  | Cesc Fàbregas       |     |     |
| M             | 7  | N'Golo Kanté        |     |     |
| M             | 3  | Marcos Alonso       | 35e | 79e |
| A             | 22 | Willian             | 37e | 82e |
| A             | 11 | Pedro               | 80e |     |
| A             | 23 | Michy Batshuayi     | 74e |     |
| Remplaçants : |    |                     |     |     |
| G             | 1  | Willy Caballero     |     |     |
| D             | 2  | Antonio Rüdiger     |     | 79e |
| D             | 27 | Andreas Christensen |     |     |
| M             | 17 | Charly Musonda      |     | 82e |
| M             | 36 | Kyle Scott          |     |     |
| M             | 38 | Jérémie Boga        |     |     |
| A             | 9  | Álvaro Morata       |     | 74e |
| Entraîneur :  |    |                     |     |     |
| Antonio Conte |    |                     |     |     |